# Kaja Korošec
Kaja Korošec (Slovenska Bistrica, Eslovenia; 17 de noviembre de 2001) es una futbolista eslovena. Juega como mediocampista y su equipo actual es el ŽNK Pomurje de la 1. SŽNL, además forma parte de la selección nacional femenina de Eslovenia.

## Selección nacional
Además de la selección absoluta de Eslovenia ha formado parte de las selecciones formativas de sub-17 y sub-20.